# Crotonato de metila
Crotonato de metila ou éster metílico do ácido crotônico é um composto orgânico, um éster insaturado de ácido carboxílico, o ácido crotônico, tendo uma ligação dupla carbono-carbono substituída trans. O composto isômero cis tem apenas um papel menor. É preparado por esterificação de ácido crotônico com metanol.